# ターザン・ボーイ
「ターザン・ボーイ」('Tarzan Boy) は、イタリアを拠点としていたグループであるバルティモラのデビュー・シングル。マウリツィオ・バッシ (Maurizio Bassi) とネイミー・ハケット (Naimy Hackett) が書いた曲で、1984年に、バルティモラのデビュー・アルバム『Living in the Background』からの先行シングルとしてイタリアなどでリリースされた。この曲は、1993年に『ミュータント・ニンジャ・タートルズ3』のサウンドトラックに用いられて再び注目され、再録音の上で改めて発売された。以降は様々なアーティストたちによってカバーされている。
リフレインでは、旋律に載せたターザンの叫びが用いられている。この曲はリズミカルで、旋律は電子音楽的で、歌詞は単純である。バルティモラは、「ターザン・ボーイ」の成功によって、しばしば一発屋と見なされる。後に「ミレニアル・フープ (millennial whoop)」として知られるようになった表現を盛り込んだ早い時期の一例でもあった。

## チャートの動き
「ターザン・ボーイ」は世界的なヒットであり、イタリアのチャートでは初登場でトップ5に入り、スペイン、ドイツ、オランダなど多くのヨーロッパ諸国で上位に入った。最もヒットしたのはフランスで、5週にわたってチャートの首位に留まった。イギリスでは、1985年8月にチャートの3位まで上昇した。アメリカ合衆国でもヒットし、EMIからリリースされたシングルは、Billboard Hot 100 のチャートに6か月間留まり、1986年初めには、最高13位まで上昇した。

### 週間チャート
| チャート（1985年–1986年）                                       | 最高位 |
| --------------------------------------------------------------- | ------ |
| オーストラリア（ケント・ミュージック・レポート）                | 16     |
| オーストリア（エードライ・アオストリア・トップ40）              | 2      |
| ベルギー（ウルトラトップ50）                                    | 1      |
| カナダ（RPM トップ・シングル）                                  | 5      |
| ヨーロッパ (Eurochart Hot 100)                                  | 1      |
| フィンランド (スオメン・ヴィラリネン・リスタ)                   | 1      |
| フランス (SNEP)                                                 | 1      |
| ドイツ （GfK Entertainment charts）                             | 3      |
| アイルランド (IRMA)                                             | 2      |
| イタリア （FIMI）                                               | 6      |
| オランダ（ネーダラントス・トップ40）                            | 1      |
| オランダ（シングル・トップ100）                                 | 1      |
| ニュージーランド（ニュージーランド・レコード産業協会 (RIA NZ)） | 34     |
| ノルウェー（ヴェーゲー・リスタ）                                | 4      |
| 南アフリカ共和国 (Springbok Radio)                              | 3      |
| スペイン（プロムシカエ AFYVE）                                  | 1      |
| スウェーデン（スヴァリイェトプリストン）                        | 2      |
| スイス（シュヴァイツァー・ヒットパラーデ）                      | 4      |
| イギリス（全英シングル・チャート）                              | 3      |
| アメリカ合衆国 （Billboard Hot 100）                            | 13     |
| アメリカ合衆国 （Billboard Hot Dance Club Play）                | 6      |
| アメリカ合衆国 （Billboard Hot Dance Music/Maxi-Singles Sales） | 12     |
| アメリカ合衆国 （キャッシュボックス）                           | 18     |

### 年間チャート
| チャート（1985年）                                 | 順位 |
| -------------------------------------------------- | ---- |
| オーストリア（エードライ・アオストリア・トップ40） | 18   |
| カナダ（RPM トップ・シングル）                     | 53   |
| フランス (IFOP)                                    | 10   |
| イタリア （FIMI）                                  | 31   |
| オランダ（ネーダラントス・トップ40）               | 17   |
| オランダ（シングル・トップ100）                    | 21   |
| スイス（シュヴァイツァー・ヒットパラーデ）         | 2    |

### 認定
| 国/地域                                             | 認定   | 認定/売上数 |
| --------------------------------------------------- | ------ | ----------- |
| カナダ (Music Canada)                               | Gold   | 50,000^     |
| フランス (SNEP)                                     | Gold   | 803,000     |
| スペイン (PROMUSICAE)                               | Gold   | 25,000^     |
| イギリス (BPI)                                      | Silver | 250,000^    |
| * 認定のみに基づく売上数 ^ 認定のみに基づく出荷枚数 |        |             |

## カバー
- 1989年に公開されたボリウッド映画『Maine Pyar Kiya』のサウンドトラックに用いられた、ヒンディ語の楽曲「Aaya Mausam Dosti Ka」は、「ターザン・ボーイ」に影響を受けているとされる[38]。この映画のサウンドトラック・アルバム『Maine Pyar Kiya』はインド映画のサウンドトラック・アルバムとしては1980年代最高の売り上げを記録した[39]。
- 2006年、音楽グループ Bango がカバーしたバージョンは、マイナー・ヒットとなり、フランスでは37位まで上昇した[40]。
- 2008年、音楽グループ Bad Influence featuring Dyce のバージョンが、スウェーデンで9位まで上昇した[41]。